# Туохтъярви
Туохтъярви — озеро на территории Суккозерского сельского поселения Муезерского района Республики Карелии.

## Общие сведения
Площадь озера — 1,3 км², площадь водосборного бассейна — 13,9 км². Располагается на высоте 214,1 метров над уровнем моря.
Форма озера продолговатая: оно вытянуто с северо-запада на юго-восток. Берега каменисто-песчаные, преимущественно возвышенные.
Из юго-восточной оконечности озера вытекает безымянный водоток, впадающий в озеро Метчаянгъярви, являющийся истоком реки Кукозерки, впадающей в озеро Янгозеро. Из последнего берёт начало река Ломнезерка, впадающая в озеро Селецкое.
С севера от озера проходит просёлочная дорога.
Код объекта в государственном водном реестре — 02020001111102000007147.